# Локница (Ровненская область)
Локница (укр. Локниця) — село, центр Локницкой сельской общины Варашского района Ровненской области Украины.
До 2020 года входило в Заречненский район.
Население по переписи 2001 года составляло 1168 человек. Почтовый индекс — 34030. Телефонный код — 3632. Код КОАТУУ — 5622282701.